# Nicola Rizzoli

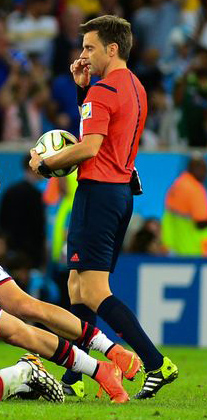
Nicola Rizzoli nach dem WM-Finale 2014

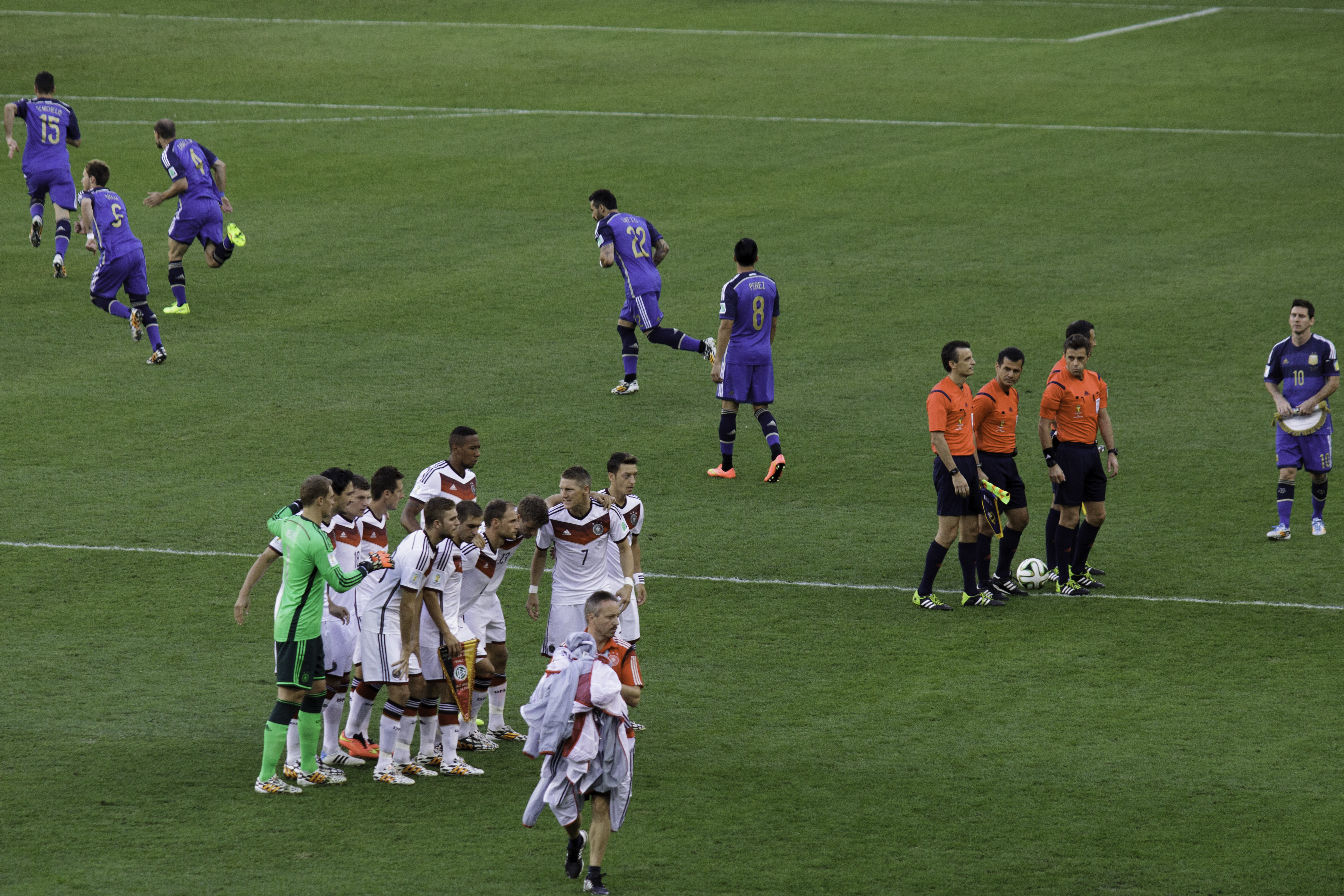
Stefani, Vera, Rizzoli und Faverani (v. l. n. r.) beim Finale der Fußball-WM 2014

Nicola Rizzoli (* 5. Oktober 1971 in Mirandola) ist ein ehemaliger italienischer Fußballschiedsrichter, der seit 2002 Spiele in der italienischen Serie A leitete und seit 2007 auf der FIFA-Liste stand. 2017 beendete er seine aktive Karriere.

## Karriere
Rizzoli leitete sein erstes Champions-League-Qualifikationsspiel im August 2007 und pfiff sein erstes Champions-League-Gruppenphasenspiel beim 2:0-Sieg von Sporting Lissabon über den FC Basel am 1. Oktober 2008. Im September 2007 amtierte Rizzoli erstmals bei einem Länderspiel. In Köln besiegte die deutsche Nationalmannschaft die Mannschaft aus Rumänien in einem Testspiel mit 3:1.
Rizzoli wurde im Juni 2009 in die Elite-Gruppe der UEFA-Schiedsrichter befördert, was bedeutet, dass er für die Leitung der Topspiele der UEFA qualifiziert ist. Am 7. April 2010 leitete Rizzoli das Champions-League-Viertelfinal-Rückspiel zwischen Manchester United und dem FC Bayern München. Am 12. Mai 2010 leitete er in Hamburg das Finale der UEFA Europa League zwischen Atlético Madrid und dem FC Fulham. In den Jahren 2011 und 2012 war Rizzoli Italiens Schiedsrichter des Jahres.
Am 20. Dezember 2011 gab die UEFA bekannt, dass Rizzoli als einer der zwölf Schiedsrichter nominiert wurde, die die Spiele bei der Fußball-Europameisterschaft 2012 leiten sollen. Rizzoli leitete am 25. Mai 2013 das Finale der UEFA Champions League 2012/13 zwischen Borussia Dortmund und dem FC Bayern München im Londoner Wembley-Stadion. Im selben Jahr wurde Rizzoli auch bei zwei Spielen der U20-Weltmeisterschaft eingesetzt.
Bei der Fußball-Weltmeisterschaft 2014 leitete Rizzoli insgesamt vier Partien. Im Gruppenspiel zwischen Spanien und den Niederlanden sprach er Spanien einen umstrittenen Elfmeter zu. Am 13. Juli 2014 leitete er das Finalspiel Deutschland gegen Argentinien. In die Kritik geriet er nach dem Spiel aufgrund strittiger Entscheidungen von beiden Seiten, sowie, dass er nach dem Aus von Italien gegen Deutschland gepfiffen hat. Im neutralen England wurde seine Leistung dagegen gelobt, wenn auch mit der Einschränkung, Sergio Agüero nicht vom Platz gestellt zu haben. Von der IFFHS wurde er zum Weltschiedsrichter der Jahre 2014 und 2015 gewählt.
Am 15. Dezember 2015 wurde Rizzoli als Schiedsrichter zur Fußball-Europameisterschaft 2016 nominiert. Damit gehört er neben dem deutschen Felix Brych zu lediglich 7 Schiedsrichtern, die auch bei der Fußball-WM 2014 in Brasilien Spiele leiten durften. Auch hier wurde kritisiert, dass der Italiener nach dem Sieg Deutschlands gegen Italien im Viertelfinale das Halbfinale Deutschland gegen Frankreich pfiff.
Rizzoli beendete im Juli 2017 seine Karriere.

## Privates
Hauptberuflich ist Rizzoli als Architekt tätig.

## Einsätze bei der Fußball-Europameisterschaft 2012
| Phase         | Datum         | Spielort | Heimmannschaft | Gastmannschaft | Ergebnis  |
| ------------- | ------------- | -------- | -------------- | -------------- | --------- |
| Gruppenphase  | 11. Juni 2012 | Donezk   | Frankreich     | England        | 1:1 (1:1) |
| Gruppenphase  | 17. Juni 2012 | Charkiw  | Portugal       | Niederlande    | 2:1 (1:1) |
| Viertelfinale | 23. Juni 2012 | Donezk   | Spanien        | Frankreich     | 2:0 (1:0) |

## Einsätze bei der Fußball-Weltmeisterschaft 2014
| Phase         | Datum         | Spielort       | Heimmannschaft | Gastmannschaft | Ergebnis  |
| ------------- | ------------- | -------------- | -------------- | -------------- | --------- |
| Gruppenphase  | 13. Juni 2014 | Salvador       | Spanien        | Niederlande    | 1:5 (1:1) |
| Gruppenphase  | 25. Juni 2014 | Porto Alegre   | Nigeria        | Argentinien    | 2:3 (1:2) |
| Viertelfinale | 5. Juli 2014  | Brasília       | Argentinien    | Belgien        | 1:0 (1:0) |
| Finale        | 13. Juli 2014 | Rio de Janeiro | Deutschland    | Argentinien    | 1:0 n. V. |

## Einsätze bei der Fußball-Europameisterschaft 2016
| Phase        | Datum         | Spielort         | Heimmannschaft | Gastmannschaft | Ergebnis  |
| ------------ | ------------- | ---------------- | -------------- | -------------- | --------- |
| Gruppenphase | 11. Juni 2016 | Marseille        | England        | Russland       | 1:1 (0:0) |
| Gruppenphase | 18. Juni 2016 | Paris            | Portugal       | Österreich     | 0:0       |
| Achtelfinale | 26. Juni 2016 | Décines-Charpieu | Frankreich     | Irland         | 2:1 (0:1) |
| Halbfinale   | 7. Juli 2016  | Marseille        | Deutschland    | Frankreich     | 0:2 (0:1) |

## Auszeichnungen
- Schiedsrichter des Jahres (Italien): 2011, 2012, 2013, 2014, 2015, 2016, 2017